# Suicide (乐队)

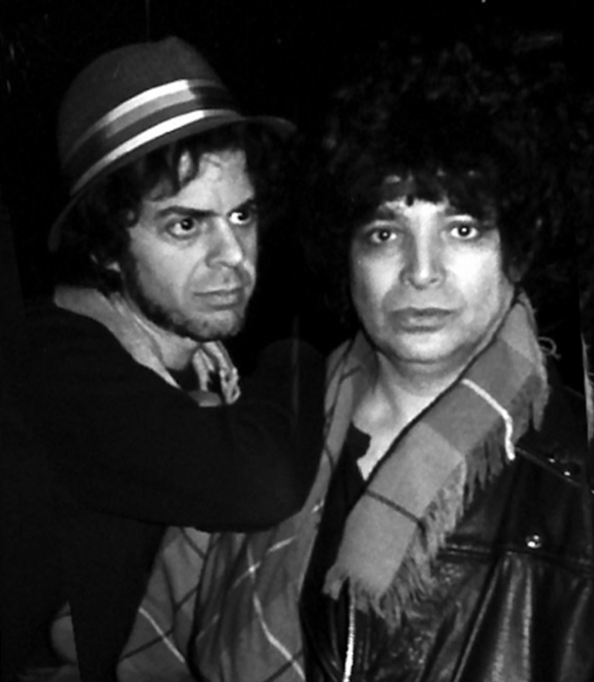
Suicide

Suicide是美国的双人摇滚乐队，在1970年至2016年间不定期活跃，主唱阿兰·维嘉，乐器手马丁·莱夫，其歌曲使用合成器演奏摇滚乐，风格极具对抗性。该乐队影响了电台司令、U2、新秩序、赶时髦、蠢朋克、Aphex Twin等众多音乐人。 